# Caunettes-en-Val

Caunettes-en-Val este o comună în departamentul Aude din sudul Franței. În 1 ianuarie 2022 avea o populație de 56 de locuitori.